# Kostel Panny Marie (Dedham, Essex)
Farní kostel Panny Marie (anglicky Parish Church of St. Mary) je kostel ve vesnici Dedham distrikt Colchester v hrabství Essex ve Spojeném království. Je památkově chráněnou budovou I, kategorie.

## Historie
Farní kostel byl postaven v roce 1492 na místě původního menšího kostela jehož část se nachází v kapli jižní lodi. Převorství Butley byl kostel darován před rokem 1230 pravděpodobně některým ze Stutevillů. V roce 1262 bylo opatství darování nebo práva potvrzena Robertem ze Stuteville. Bohoslužby v kostele byly slouženy bez přerušení od roku 1322. Při přestavbě vznikla loď s vysokou klenbou, dvě patrové předsíně na severní a jižní straně, kněžiště a západní věž. Severní loď byla přistavěna kolem roku 1504. Kostel byl opravován v roce 1630. V roce 1684 byla obnovena okna a provedeno jejich zasklení. Další opravy byly provedeny v roce 1704, 1717 a v letech 774–1775 byla provedena oprava střechy. V letech 1862–1863 byla provedena rekonstrukce, při níž mimo jiné byla odstraněna galerie z roku 1789. Při rekonstrukci byla nalezena křtitelnice ze 14. století a část sloupu. V letech 1881–1882 byla opravována věž a v letech 1886–1896 probíhaly opravy kostela a věže. Další velká oprava proběhla v letech 1980–1990.

## Popis

### Exteriér
Kostel je orientovaná trojlodní stavba ukončena na západní straně věží na čtvercovém půdorysu. Původní obložení stěn bylo omítnuto mimo soklů a severní předsíně a věže. Stěny jsou ukončeny cimbuřím.
Kněžiště postavené na půdorysu obdélníku, má omítané zdi na jižní i severní straně a prolomené třemi potrojnými sdruženými okny. Mezi okny jsou odstupněné čtyřboké opěráky. Ve východní průčelní stěně je sdružené okno. Okna v kněžišti byla opatřena vitrážemi v roce 1909, které provedla firma Kempe a Kempe a jeho nástupce W. E. Towera. Jejich znak pšeničný snop a věž v tvoří rébus -jejich části jsou umístěny v levém rohu každého okna.
Hlavní loď je vyšší než boční lodi, je nesená na šesti arkádách, nad každou z nich je dvojice klenutých oken. Pilíře arkád mají čtyřlístkový půdorys. Severní loď má čtyři sdružená potrojná okna. Strop lodí je tvořen trámovou konstrukcí střechy, její pozednice jsou neseny na dřevěných opěrách vybíhajících ze stěnových konzol. Na křížení stropních trámů jsou od roku 1960 umístěny znaky a heraldické štíty znázorňující vývoj (příběh) kostela.
Věž má stěny vyložené pazourkovými kvádříky, polygonální rohové rizality, je dělená čtyřmi patrovými římsami a zakončená cimbuřím s rohovými věžičkami. V nejvyšším patře jsou sdružená potrojná pravoúhle zalamovaná okna. V přízemí je průjezd, který má kamennou segmentovou klenbu, na níž jsou tudorovské symboly (růže a Beaufortova mříž), heraldické štíty a iniciály I. W. a T. W. s kupeckou značkou od Johna a Thomase Webbeových. Z průjezdu věže vede vchod do kostela. K západnímu průčelí byla v roce 1519 přistavěna 40 m vysoká věž. Ve věži je osm zvonů. Pět z nich bylo ulito před rokem 1552, jeden v roce 1675, další před koncem 17. století a poslední v roce 1717. U kostela je zachován hřbitov se starými náhrobky.

### Interiér
V západním konci hlavní lodi jsou umístěny varhany z roku 1843. Dubové lavice byly instalovány v roce 1970 a nahradily lavice z borového dřeva z devatenáctého století.
Osmiboká křtitelnice ze 14. století je zdobena symboly čtyř evangelistů. Je postavena na části pilíře z původního kostela se kterým byla při rekonstrukci nalezena. Víko bylo vyrobeno z dubového dřeva lodi Royal George v roce 1861. Řecký palindrom (v překladu: Omyj můj hřích, ne jen mou tvář) kolem víka byl okopírován z kostela Hagia Sofia v Istanbulu.
Kamenná kazatelna byla postavena v roce 1880 jako náhrada za kazatelnu, ze které kázal John Rogers a která stála na druhé straně lodi vedle druhého sloupu.

## Kostel v umění
Věž kostela je nejvýraznějším prvkem v údolí řeky Stour. Suffolkský malíř John Constable ji zachytil na mnoha svých obrazech, např. obraz Dedham Mill (ve Victoria and Albert Museum v Londýně), The Vale of Dedham (ve Skotské národní galerii) a A View of the Stour (v Huntingdon Art Gallery v Pasadeně v Kalifornii, USA).

## Galerie

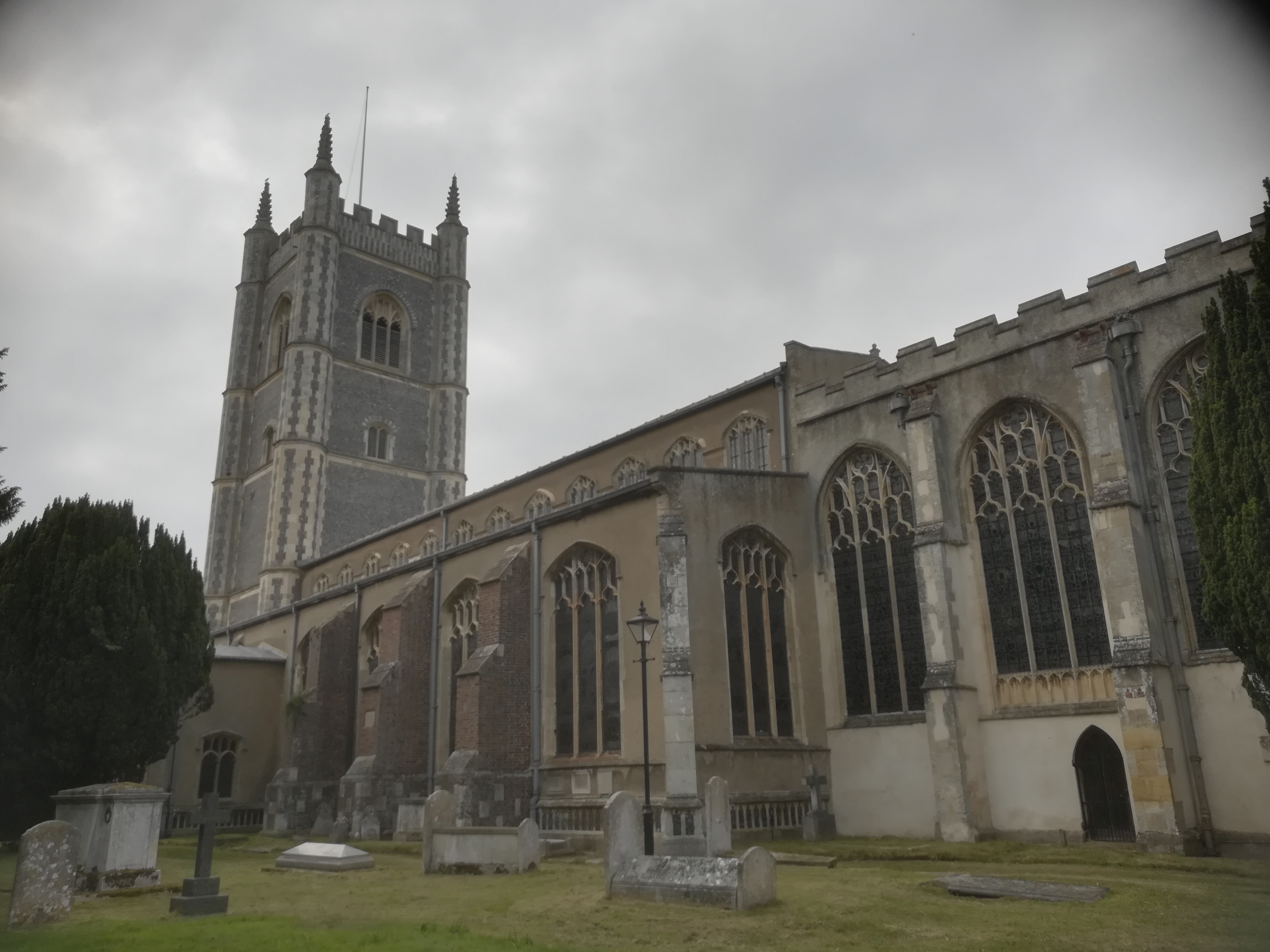
Kostel Panny Marie
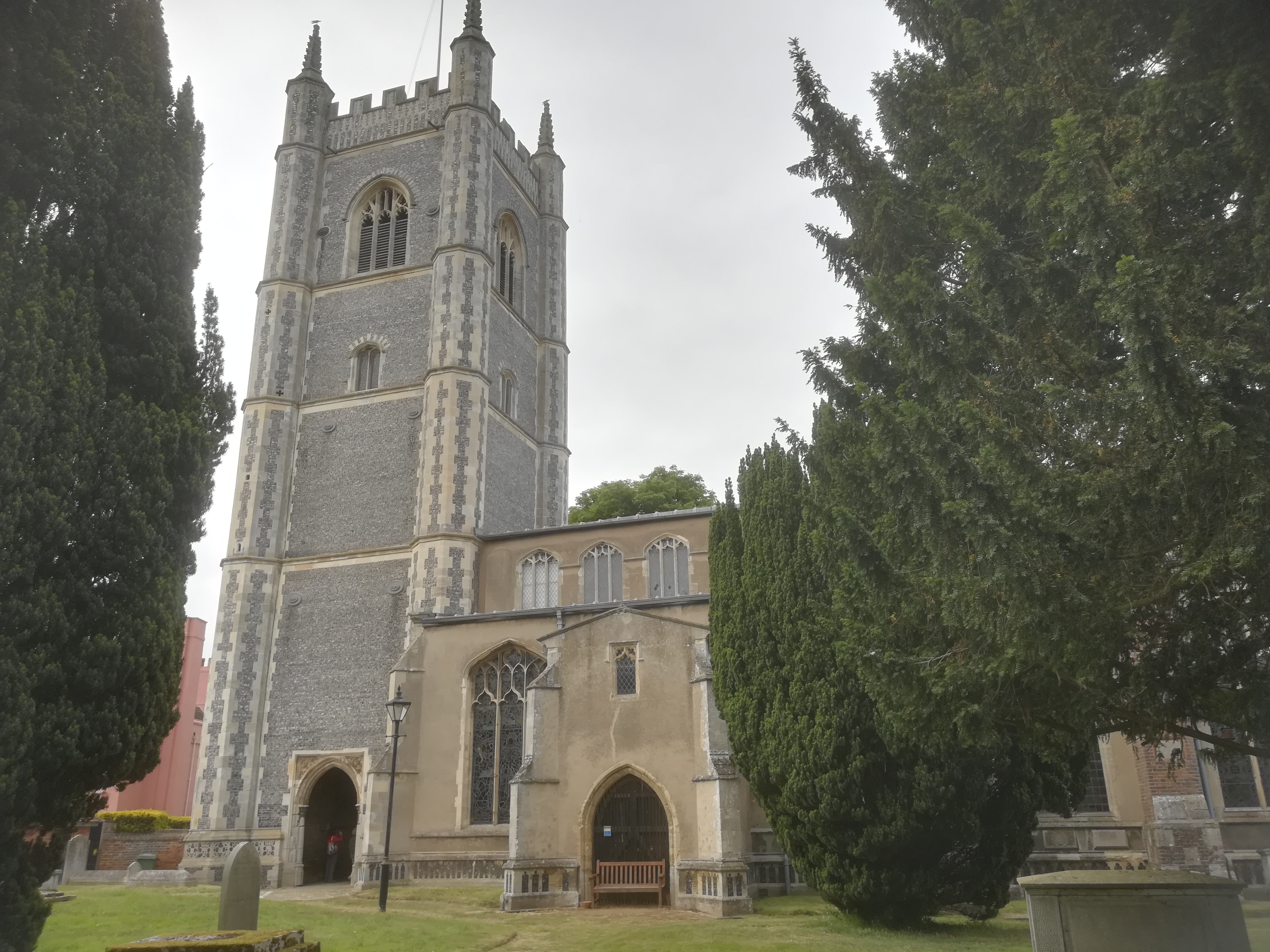
Věž
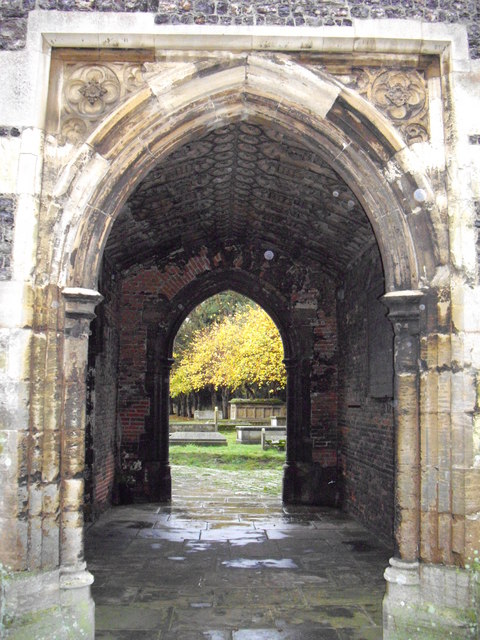
Průjezd věží
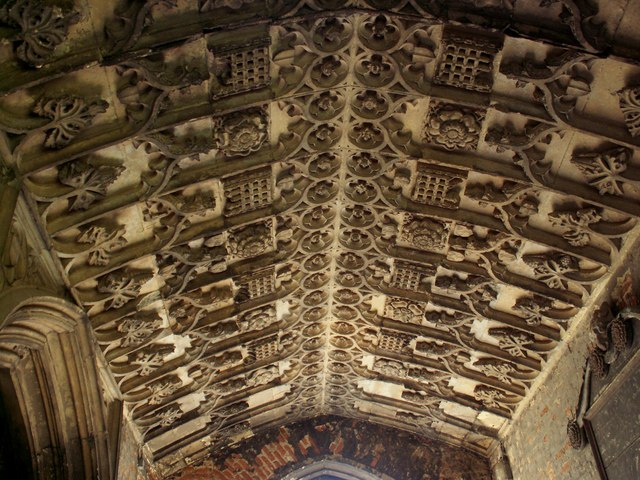
Strop v průjezdu věže
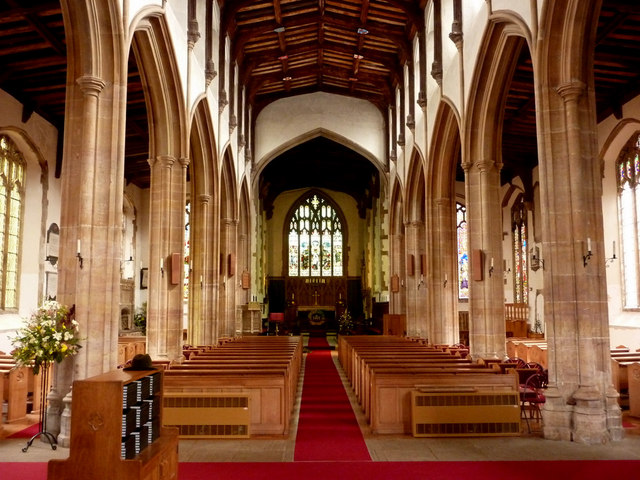
Hlavní loď
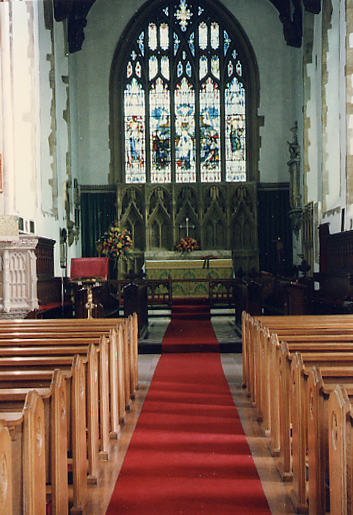
Kněžiště
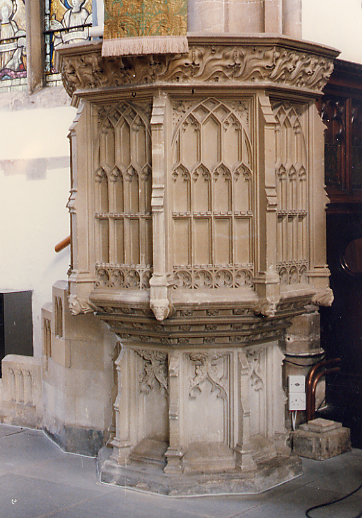
Kamenná kazatelna z roku 1880
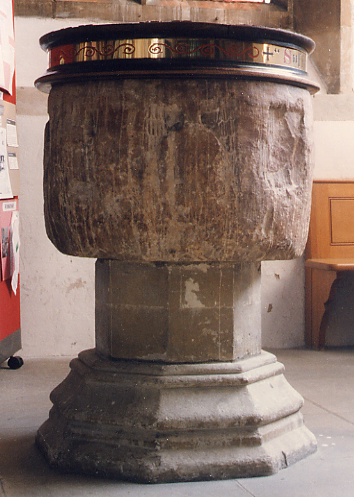
Křtitelnice ze 14. století
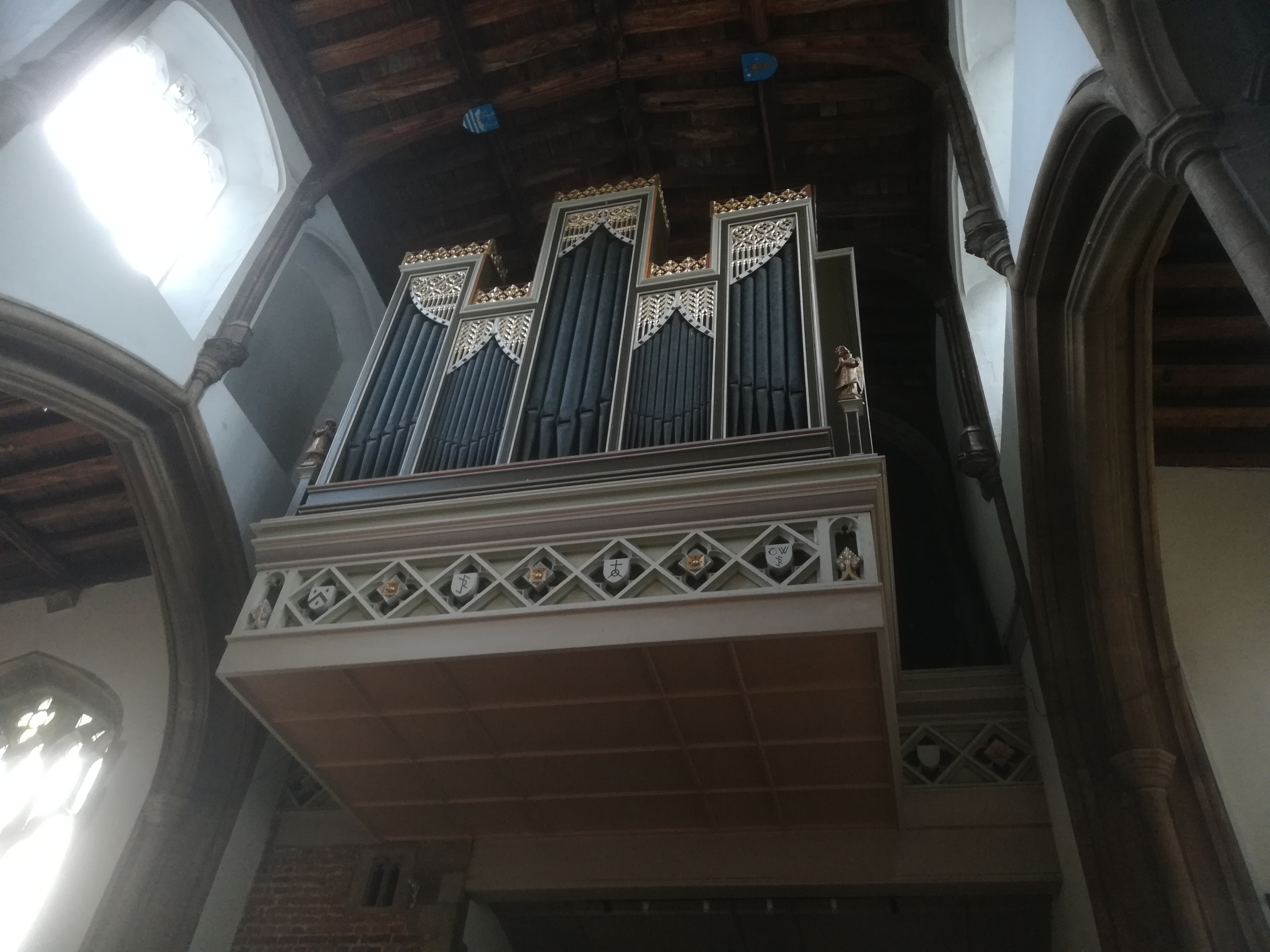
Varhany
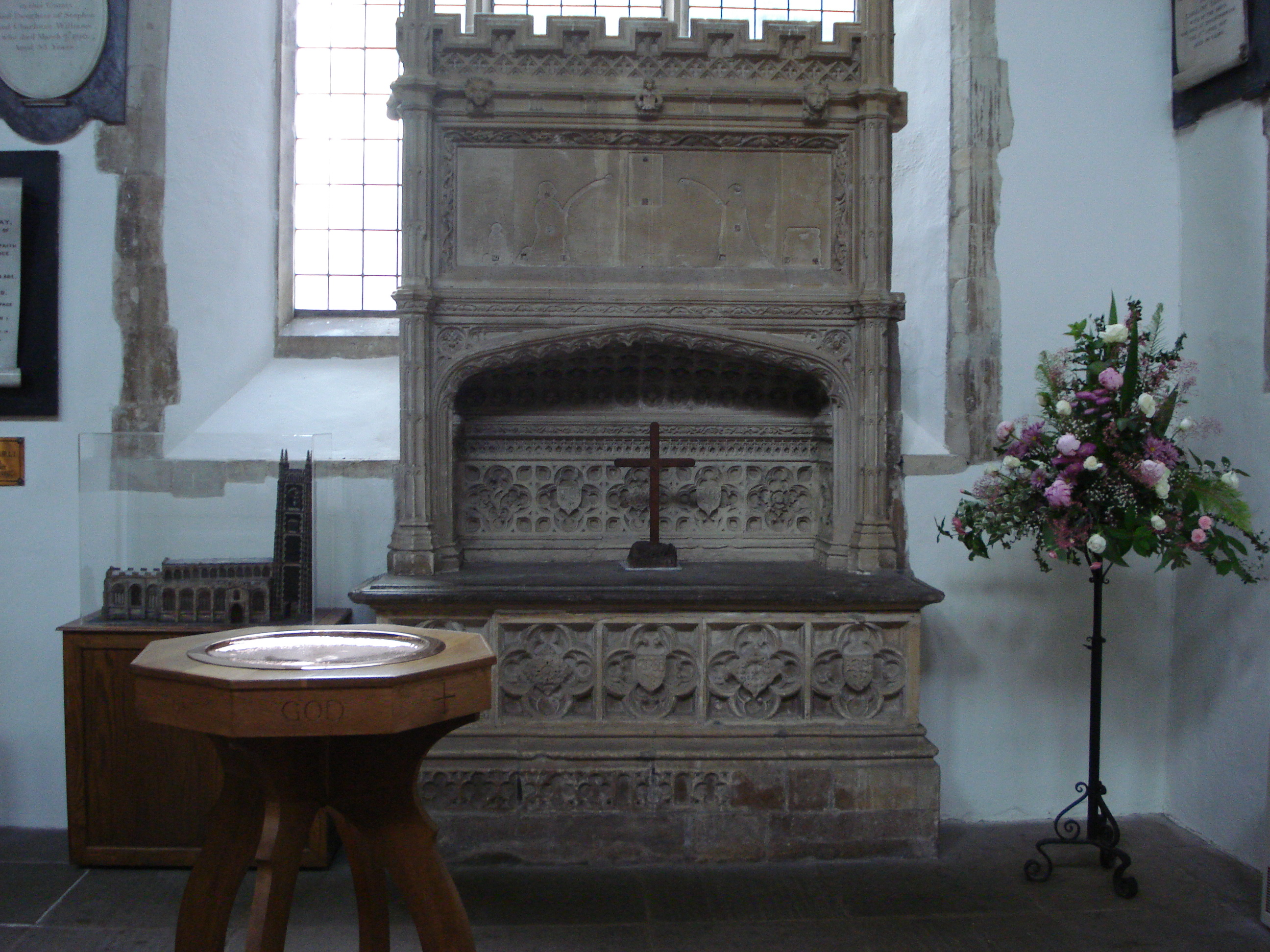
Náhrobek Thomase Webbeho z 16. století